# Constantin Gabrielescu
Constantin Gabrielescu – wieś w Rumunii, w okręgu Braiła, w gminie Bordei Verde. W 2011 roku liczyła 727 mieszkańców.